# Volgodonsks flygplats
Volgodonsks flygplats (ryska: Аэропорт Волгодонска) är en flygplats i Tsmljasnk rajon i Rostov oblast. Den färdigställdes 1932 som ett militärt flygfält. Sedermera blev flygplatsen en civil flygplats med reguljärtrafik fram tills att den stängdes på obestämd tid år 2002. I slutet av 2010-talet har flera förslag väckts om att återöppna flygplatsen.

## Geografi
Flygplatsen är belägen 18 kilometer nordväst om staden Volgodonsk, norr om floden Don. Till flygplatsen från Volgodonsk innerstad kan man köra hela vägen längs Nekrasovgatan, en rak motorväg som går mellan Volgodonsk och Tsmljansk.
Närmsta by är Krutoi, cirka 1 kilometer sydost om landningsbanan.

## Flygplatsdata
Volgodonsks flygplats har en landningsbana i riktningarna 09 (väst) och 27 (öst). Banan är asfalterad, 2200 meter lång och 42 meter bred, och tillräckligt lång för de flesta sovjetbyggda flygplan som Tupolev Tu-134 och Yak-42 samt de nyare ryska jetplanen Suchoj Superjet 100, Irkut MC-21 och de västerländska Boeing 737, Airbus A220 (tidigare Bombardier C-Series) och Airbus A320-serien.
Flygplatsens IATA-kod är VLK. Dess ICAO-kod är URRQ internationellt, och flygfältet ligger på en höjd av 84 meter över havet.

## Historia

### Under Sovjetunionen

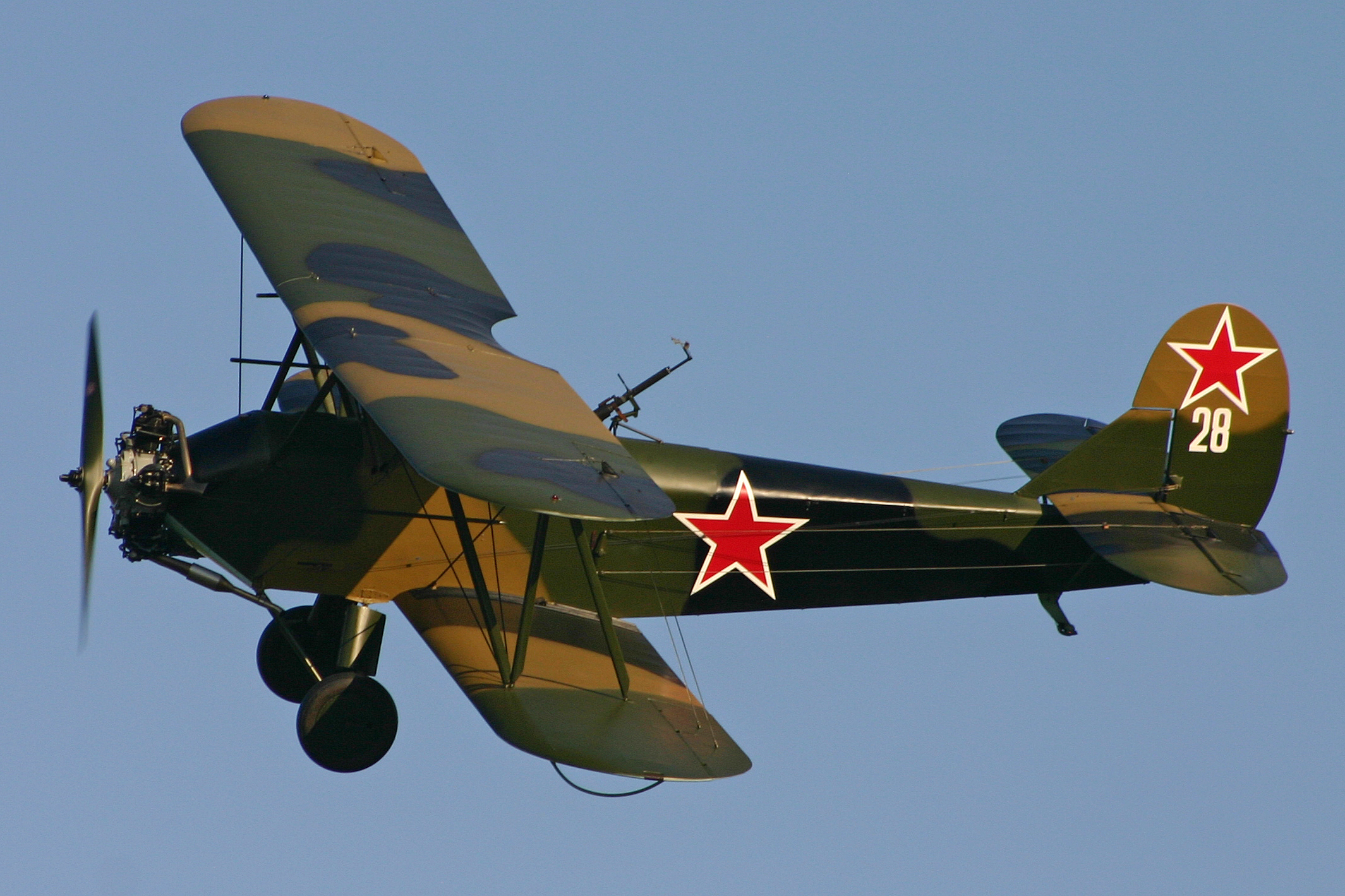
Polikarpov Po-2, ett av de sovjetiska militärflygplanen baserade på Volgodonsks flygplats under andra världskriget och kalla kriget.

En mindre flygplats byggdes först i Tsmljansk stadskärna och den började ta emot trafik i början av 1930-talet. När det stod klart att marken var otillräcklig öppnades ett större flygfält några kilometer norr om Tsmljansk, som idag är Volgodonsk flygplats. Flygplatsen öppnades som ett militärt flygfält 1934. 1946, efter andra världskriget utrustades flygfältet med radar och militära linjeflygningar inleddes. Vid samma tidpunkt öppnades den första terminalen, som beskrivits som ett träskjul på stäppen. Biplanet Polikarpov Po-2 i den militära versionen och Jakovlev Jak-12 var exempel på flygplan som frekvent trafikerade fältet på olika militära uppdrag. Po-2 var i produktion redan under andra världskriget och beskrevs som ett litet "nattbombplan". Ett antal var baserade i Volgodonsk. Jak-12 togs i drift först efter kriget.
Under 1950-talet var landningsbanan endast 900 meter lång och ännu inte asfalterad. Under 1960-talet öppnades flygplatsen för civilflyg och under 1969 flögs bland annat privat, ambulans och jordbruksflygningar med typen Antonov An-2. Även interregionala flygningar till städer som Sjachty, Volgograd och Elista med flygplan som till exempel det tjeckiska transportflygplanet L-200 Morava som kunde ta fyra passagerare.
Reguljära civila passagerarflygningar inleddes 25 maj 1971 med flygningar till Rostov-na-Donu, med Jakovlev Jak-40. Flygningarna från Volgodonsk till Rostov-na-Don utfördes tre gånger om dagen. Senare öppnades linjer till Moskva och Leningrad, Kuibyshev, Ufa, Sotji, Mineralnyje Vody, Simferopol, Tjeljabinsk, Sverdlovsk samt till Kharkiv och Kiev i Ukrainska SSR. Volgodonsks lufthamn ansågs vara den andra mest betydelsefulla och tekniskt utvecklade i Rostov oblast.
Den 3 augusti 1978 mottog Volgodonsk flygplats för första gången en Tupolev Tu-134, i folkmun kallade Tushki. Tu-134 var det största flygplanet som kom att flyga till Volgodonsk i reguljärtrafik. Större flygplan möjliggjorde längre rutter. Till exempel fanns det 1979 en reguljär rutt Volgodonsk - Odessa - Chișinău. Tillsammans med Jakovlev Jak-40 och Jak-42 trafikerade man även resmål kring Svarta havet. De längsta reguljära rutterna var de till Sankt Petersburg, Jekaterinburg och Tjeljabinsk.
Flera reguljära flyg lyfte varje dag. År 1982 hade Volgodonsk flygplats reguljärtrafik till femton andra städer i Sovjetunionen. År 1985 besökte Boris Jeltsin Volgodonsk flygplats. Tupolev Tu-134 fortsatte att trafikera Volgodonsk fram till och med 1991.

### Under Ryssland

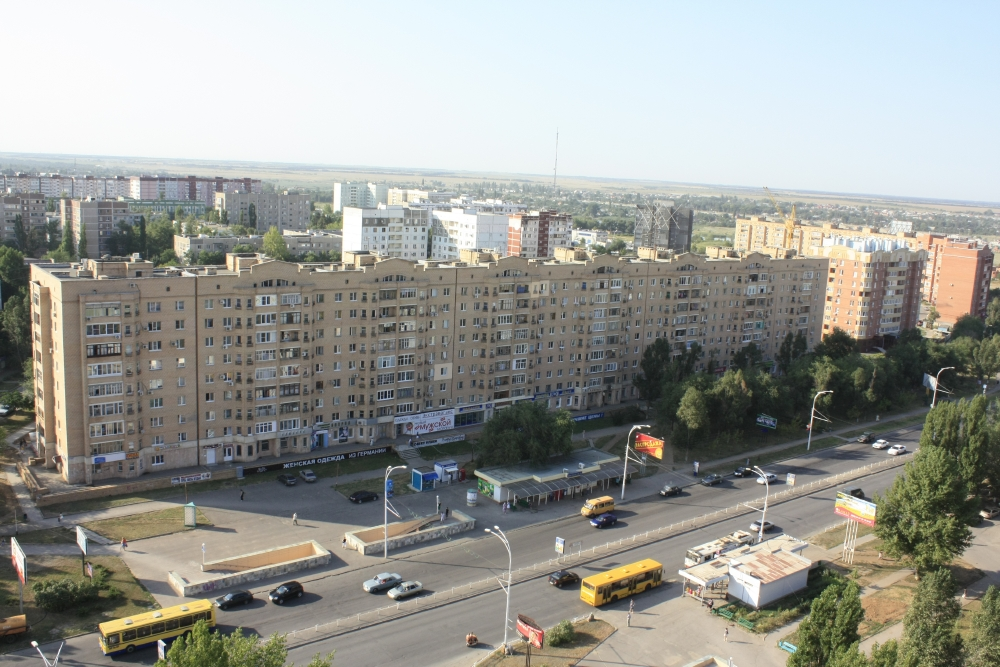
Volgodonsk

I början av 1990-talet började trafikvolymen att minska och efter Sovjetunionens ekonomiska nedgång och kollaps stängdes flygplatsen. Mycket på grund av lågkojunkturen i samband med Sovjetunionens fall som gjorde att gemene man inte längre hade råd att resa med flyg. I slutet av 1990-talet återupptogs flygningarna ett tag, men flygplatsen behövde renoveras och det fanns inga ekonomiska medel för detta efter Sovjetunionens upplösning. År 2002 upphörde flygningarna tills vidare. Den formella orsaken till stängningen var brist på pengar från flygplatsägaren för att få ett certifikat från den ryska flygmyndigheterna för att fortsätta hålla flygplatsen i drift.
År 2010 avfördes Volgodonsk-flygplatsen från det statliga registret över civila flygplatser, eftersom den inte uppfyllde kraven enligt det fastställda regelverket. Avsaknad av intyg på statlig registrering och lämplighet för drift gjorde att flygplatsen förlorade sin certifiering. Den blev istället en plats för att utföra underhåll på flygplan. Till en början, tills flygfältets tillstånd ytterligare försämrades, användes det periodvis som dragracingbana. På grund av bristande underhåll under 2000-talet och 2010-talet drabbades flygterminalkomplexet och det en gång så prestigefyllda fyravåningshotellet vid terminalen av förfall och total ödeläggelse. På höger sida av banan mot flygplatsen ligger en förfallen byggnad i form av ett fyravåningshotell. Ett hotell som en gång i tiden kunde tillgodose 240 gästrum. Landningsbanan användes bland annat för dragracing under 2010-talet.

#### Försäljning och återöppnande
Den 23 november 2016 hölls en auktion för försäljning av Volgodonsk flygplats. Alla byggnader och strukturer samt den återstående utrustningen på flygplatsens territorium lades ut på auktion, medan landningsbanan och marken under flygplatsen förblev i federal ägo. Enligt uppgifter som erhållits från en representant för auktionshuset är den nya och ännu inte namngivna ägaren inte bunden av någon skyldighet att använda den tidigare flygplatsen för dess ursprungliga ändamål.
Flera plan- och strategidokument som "Strategi för den socioekonomiska utvecklingen för Rostov oblast fram till år 2030", "Strategi för utveckling av Rostov oblast transportinfrastruktur till 2030", och "Konceptet för utveckling av små flygplan i Rostov oblast territorium" har lyft fram planer på återuppbyggnad av flygplatsen i Volgodonsk. Frågan har aktualiserats efter idrifttagandet 2017 av Platovs flygplats i Aksai som servar storstaden Rostov-na-Donu. Frågan kom återigen på tal i samband med Världsmästerskapet i fotboll 2018.
Under 2015 och det tidiga 2020-talet uttryckte de relativt stora inhemska flygbolagen UTair och Azimuth Airlines som bedriver flygtrafik i området båda intresse till regeringen för Rostov oblast om att renovera flygplatsen.[källa behövs] Detta skulle möjliggöra reguljär passagerartrafik med flygplan som Airbus A220, Sukhoi Superjet-100 och Irkut MC-21, som bolagen antingen beställt eller redan hade i sina flottor.
En transportredaktör i Rostov, Jurij Plohotnitjenko, har vittnat om att de enda flygplatserna i området med potential under rådande ekonomi är Volgodonsks flygplats och flygplatsen i Taganrog, och att det sannolikt skulle tas beslut 2021 om att åter ta dem i bruk. Detta till skillnad från andra flygfält i Rostov oblast som sannolikt kommer förbli stängda en längre tid så länge inte landets och regionens ekonomi kraftigt förbättras. Plohotnitjenko vill ha flygningar till Sotji, Moskva och Sankt Petersburg en–två gånger i veckan.
Den 9 februari 2023 öppnades en diskussion på regeringsnivå att flygplatsen skall restaureras och användas som ett alternativ till Platovflygplatsen vid Rostov-na-Donu. Återöppningen anses av Viktor Deryabkin, vice ordförande i Rostovs utskott för transport och utveckling av transportinfrastruktur, vara nödvändig för att avbelasta Platovflygplatsen och skapa bättre förbindelser för de boende i närområdet. Bland de som var intresserade att investera i projektet finns Rosenergoatom-koncernen, Agrocom Group LLC samt affärsmannen Ivan Savvidi. Guvernören i Rostovregionen, Vasilij Golubev gav dock inget datum på när arbetet skulle vara slutfört. Rysslands flygagentur Rosaviatsiya har dock indikerat en målsättning att år 2026 ska flygplatsen ha kapacitet för 60 000 årliga passagerare och år 2030 planeras hantering av över 390 000 passagerare per år. Detta enligt en prognos över potentiella trafikvolymer från 2019.
Den 26 februari 2024 skall den lokala regeringen ha godkänt planer för att restaurera flygplatser för lokal flygtrafik. Det handlar om flygplatser i Volgodonsk, Belaja Kalitva, Remontnoje, Salsk och Vjosjenskaja med fokus på Vologodonsk och Vjosjenskaja. Den federala luftfartsmyndigheten I Ryssland har framhävt att Volgodonsks flygplats skulle bli en regional och inte internationell flygplats. I ett sådant fall bör ett flygfältsområde med en radie på 15 kilometer och två riktningar för start och landning med en sammanlagd längd på 30 kilometer fastställas. Det krävs även en zon för  inflygningsvinkel till banan på 15 grader horisontellt, det vill säga utan hinder. Det bör inte finnas några byggnader och strukturer högre än 12 meter i den begränsade zonen.